# Marcel Kittel
Marcel Kittel (ur. 11 maja 1988 w Arnstadt) – niemiecki kolarz szosowy. W 2019 zakończył karierę kolarską.

## Najważniejsze osiągnięcia
2009
- 1. miejsce na 1. i 3. etapie Flèche du Sud
- 1. miejsce na 6. etapie Thüringen Rundfahrt
- 1. miejsce w mistrzostwach Europy do lat 23 (jazda ind. na czas)
- 4. miejsce w mistrzostwach świata (do lat 23, jazda ind. na czas)

2010
- 3. miejsce w mistrzostwach świata (do lat 23, jazda ind. na czas)

2011
- 1. miejsce na 3. etapie Tour de Langkawi
- 1. miejsce na 1., 2., 3. i 5. etapie Quatre jours de Dunkerque
  - koszulka lidera przez trzy etapy
- 2. miejsce w Rund um Köln
- 1. miejsce w ProRace Berlin
- 1. miejsce w Delta Tour Zeeland
  - 1. miejsce na 1. etapie
- 1. miejsce na 1., 2., 3. i 7. etapie Tour de Pologne
  - koszulka lidera przez trzy etapy
- 1. miejsce na 7. etapie Vuelta a España
- 1. miejsce w Kampioenschap van Vlaanderen
- 1. miejsce w Münsterland Giro

2012
- 1. miejsce w Scheldeprijs
- 1. miejsce na 1. i 4. etapie Eneco Tour
- 1. miejsce na 3. i 6. etapie Tour of Oman
- 1. miejsce w Omloop van het Houtland

2013
- 1. miejsce na 1. etapie Tour of Oman
- 1. miejsce na 2. etapie Paryż-Nicea
- 1. miejsce w Scheldeprijs
- 1. miejsce na 1., 7. i 8. etapie Tour of Turkey
- 1. miejsce w Tour de Picardie
  - 1. miejsce na 1. i 3. etapie
- 1. miejsce w ProRace Berlin
- 1. miejsce na 3. etapie Ster ZLM Toer
- 1. miejsce na 1., 10., 12. i 21. etapie Tour de France
- 1. miejsce w Omloop van het Houtland

2014
- 1. miejsce na 2. i 3. etapie Dubai Tour
- 1. miejsce w Scheldeprijs
- 1. miejsce na 2. i 3. etapie Giro d'Italia
- 1. miejsce na 1., 3., 4. i 21. etapie Tour de France
- 6. miejsce w Vattenfall Cyclassics

2015
- 1. miejsce na 1. etapie Tour de Pologne
  - koszulka lidera przez trzy etapy
  -  1. miejsce w klasyfikacji punktowej

2016
- 1. miejsce w Dubai Tour
- 1. miejsce w Scheldeprijs
- 1. miejsce na 1. etapie Tour de Romandie
- 1. miejsce na 2. i 3. etapie Giro d'Italia
- 1. miejsce na 4. etapie Tour de France
- 1. miejsce w mistrzostwach świata (jazda druż. na czas)

2017
- 1. miejsce w Dubai Tour
- 1. miejsce na 2. etapie Abu Dhabi Tour
- 1. miejsce na etapie 3a Driedaagse van De Panne-Koksijde
- 1. miejsce w Scheldeprijs
- 1. miejsce na 1. etapie Tour of California
- 1. miejsce na 5. etapie Ster ZLM Toer
- 1. miejsce na 2., 6., 7., 10. i 11. etapie Tour de France

2018
- 1. miejsce na 2. i 6. etapie Tirreno-Adriático

2019
- 1. miejsce w Trofeo Palma